# Ptychandra nakamotoi
Ptychandra nakamotoi är en fjärilsart som beskrevs av Hayashi 1978. Ptychandra nakamotoi ingår i släktet Ptychandra och familjen praktfjärilar. Inga underarter finns listade.